# 黒野義文

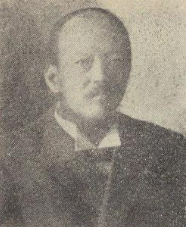
黒野義文

黒野 義文（くろの よしぶみ、生年不詳 - 1917年6月18日）は日本の明治時代から大正時代にかけての教育者。東京外国語学校でロシア語を教えた後、ロシアに渡り、ペテルブルク大学で長く日本語を教えた。

## 経歴
兵学一家として知られた旗本・黒野家に生まれる。黒野家は徳川家に仕え右筆などを務めて、麹町谷町に大きな屋敷をかまえていた。
縁戚の榎本武揚とともに北海道にいた頃、ロシア人との交渉を担当し、明治5年（1872年）、ロシア正教会宣教師ニコライ・カサートキンが神田駿河台に設立したロシア語塾に入る。ニコライにロシア語を教わった者には昇曙夢、小西増太郎、金須嘉之進がいる。
明治7年（1874年）3月、安藤謙介、村松愛蔵とともに、中江兆民が校長を務めた東京外国語学校のロシア語学科最上級（第１期生）入学。レフ・メーチニコフよりロシア語を教わる。
明治10年（1877年）より嵯峨寿安と日本最初の露語辞典『露和字彙』編纂にも関わっていたが、卒業に至らないまま明治12年（1879年）に助訓、明治14年（1881年）に助教諭に命じられロシア語を教える。門弟に二葉亭四迷などがいた。和服着流しに鉄杖、学校付近の牛肉屋でビールと牛鍋を十人前以上平らげたという伝説が伝わっている。
明治17年（1884年）、森有礼、山内作左衛門を中心とした東京外国語学校の改廃問題、東京商業学校 との合併時に助教諭を辞めて文部省に出仕する。
明治19年（1886年）ウラジオストックに渡る。ロシア公使に栄転することになった西徳二郎が、ロシアの名門大学であるペテルブルク大学の日本語講師に義文を推薦、シベリア大陸9000キロを徒歩で横断してペテルブルクに着任。
明治21年（1888年）から大正5年（1916年）までペテルブルク大学東洋学部支那・満州・蒙古学科の日本語講座で日本語を教え、『日露通俗会話篇』ほかロシア語で日本に関する本を十冊ほど執筆、多くの日本学研究者を育て、欧米大学における日本学の土台を構築することになった。ニコライ・コンラド、 ニコライ・ネフスキー、ラミング、セルゲイ・エリセーエフなど多くの国際的日本学研究者の育成に尽くしたことは不朽の功績と評価されている。高橋盛孝がネフスキーに聞いた話によると日本外史を教科書に使っていたという。
このペテルブルク大学東洋学部支那・満州・蒙古学科の日本語講座は明治3年（1870年）にロシア外務省アジア局長ストレモウホフ（のち外相）が開設を提案した講座で、ストレモウホフは文久3年（1863年）に竹内下野守一行の幕府使節ではアジア局次長として、慶応2年（1866年）に樺太国境画定交渉の遺露使節団の代表正使として外国奉行・小出秀実がロシアへ派遣された時は、アジア局長としてロシア側の全権として交渉した。日本人講師の初代はロシア外務省の役人となった橘耕斎、その後を外務省勤務の西徳二郎、安藤謙介が引き継ぎ、教師が本職である講師としては黒野義文が初めてだった。
『日露通俗会話篇』には外国語を学ぶ心構えとして、「必ず純粋の外国人を教師に持たねばなりません。且つ善き教育を受けた人が肝腎です。そうでないと平人の話す言葉や悪き発音を覚ええしまう。」と記されている。 黒田乙吉によると、黒野が日本にいた時は「看護婦」という言葉がなかったため、「セストラ・ミロセルヂャ」を日本語訳した時に「慈善婦人」と訳したが、大使館関係者の間では、黒野先生はあまりに長くロシアにいたため、日本語を忘れてしまったと言われていたという。
教え子の二葉亭四迷と深い親交があった大使館の上田通訳官と懇意で、露都駐在日本公使館における祝賀会で、在留邦人としてフロック姿で出席するのを無上の楽しみとしていた。広瀬武夫がロシア駐在中には、広瀬の海軍後輩にあたる二男・森電三について世話を頼み、広瀬も電三の相談にのり世話をしていた。
ロシア革命が起こった翌1917年、コレラにかかり病没、ペテルブルグ大学の費用で葬儀が行われた。この事実は黒野がロシアでどれほど尊敬されていたかを物語ることだという。　　　　　　　　　　　　　　
佐藤尚武がモスクワ大使館にいる時に、海軍少将をしていた森電三から、黒野のお墓があるはずだから調べてほしいと依頼があり、他の大使館員は黒野の話を聞いてもピンとこなかったが、佐藤はペテルブルグ時代のことを思い出し、ソ連の外務省に頼んで調べてもらい発見した。独ソ戦の最中で日本人はそこに立ち入ることは許されなかったが、黒野の家族から大変喜ばれて、丁重な御礼状をいただいたという。

## 主な門下生
東京外国語学校時代
- 二葉亭四迷
- 大田黒重五郎
- 平生釟三郎
- 川上俊彦[17]

ペテルブルク大学時代
- ニコライ・コンラド（ロシア科学アカデミー正会員、和露大辞典を編纂）
- スパルヴィン（極東連邦大学日本語学科の生みの親）
- ラミング（東ドイツ科学アカデミー会員）
- エフゲニー・ポリワーノフ（日本語がオーストロネシア諸語とアルタイ系言語との混合言語であるという説を初めて提唱）
- O.O.ローゼンベルク（大正時代に来日し漢字研究および仏教研究に従事したペテルブルク東洋学派の日本学者）
- ニコライ・ネフスキー（民俗学の大家）
- セルゲイ・エリセーエフ（ハーバード大学教授・教え子にエドウィン・ライシャワーがいる。）
- 上田仙太郎（外交官、ロシア研究家、ペテルブルク大学でウラジーミル・レーニンと同級生）

## 家族
黒野家は逸見清光の長男・逸見光長の直系で、天正10年（1582年）武田家没落の後、玄源太清光の「玄（くろ）」と黒野城に因んで「黒野」と改名、当主・美濃太郎黒源太義景は甲州逸見に隠退し、長子・義鐵は徳川家康に従い各地で勇戦、武田氏家臣時代から家伝の軍学知識が評価されて、子孫は旗本として江戸に在勤、明治維新に至ったと記している。右筆などを務めて、麹町谷町に大きな屋敷をかまえ、黒野家は代々の兵学一家として名声があった。菩提寺は原宿の妙円寺。
義文の父は納戸奉行を務めた義方と記載された資料から引用された文献があるが、国書人名辞典の「黒野義方」には、子・源太左衛門保土（書物奉行）、外孫・窪田清音、著作『孫子講解』、鳥見役を勤め、山鹿流兵学に精通と記載されている。
黒野源太左衛門の子・郁三郎の墓誌に、「義文父郁三郎」と刻まれている。
- 高祖父：坂本養貞資秀（番医師、篠山資門三男・母は松平豊前守勝義の娘[23]）
- 曽祖父：黒野義方（旗本、鳥見役）、山鹿流兵学師範。字・子敬、号・正斎、通称・源太夫、著作に『孫子講解』[24]。妻は坂本養貞資秀の娘[25]、外孫・窪田清音[24]
- 祖父：黒野源太左衛門保土（書物奉行）[22]
- 父：黒野郁三郎[22]
- 二男：森電三（海軍大学校8期、海軍少将）[26]
  - 電三の妻・玉枝は山内作左衛門（山内堤雲の兄）の孫、佐藤泰然の曾孫にあたる。